# Лазіння на трудність
Лазіння на складність — різновид скелелазіння, а також змагальною дисципліною, що передбачає подалання маршруту зі страховкою за допомогою мотузки та відтяжок, які встібуються в заздалегіть встановлені гаки. Мета — подолати весь маршрут до топа, не навантажуючи мотузку або точки страховки.
Під час офіційних міжнародних змагань спортсменам дається невеликий час (як правило, 6 хвилин) на ознайомлення з трасою, а під час кваліфікації демонструється відео пролазу. Спортсмени продумують послідовність проходження маршруту, після чого вони по черзі намагаються пролізти трасу за одну спробу із нижньою страховкою. Як правило, є обмеження в часі (від 6 до 15 хвилин). Учасники ранжуються в залежності від зачіпки, на якій вони зірвалися, часу проходження або попередніх результатів.
Лазіння на складність — координаційний вид спорту, що вимагає високої організованості, зібраності, акуратності й точності рухів. Для повноцінного розвитку цього виду необхідні штучні скеледроми висотою 18-22 метри, або натуральні скелі.

## Історія
Зародилося лазіння на складність у Західній Європі.
Лазіння на складність визначено як вид скелелазіння в 1987 році Комісією зі скелелазіння при UIAA.
В СРСР в той же час переважало лазіння на швидкість.
У 1987 році скелелази СРСР дебютували на змаганнях в Греноблі, де посіли останні місця. Кращою з учасників СРСР— восьмою— стала алма-атинка Ірина Смірнова.
У 1989 році в Криму, в районі Сімеїзу, на скельному масиві «Крило лебедя» проводився етап Кубка Світу. Срібним призером став Олексій Чортів, виконавши норматив МСМК. У лазінні на швидкість, виконавши норматив МСМК, переміг алма-атинець Салават Рахметов. У змаганнях на складність все було як і раніше. Там і прозвучала фраза одного з французьких спортсменів: «Так, в швидкості ви сильні, але у вашій країні ще років десять не буде сильних скелелазів у трудності».
У наступному 1990 році на престижних міжнародних змаганнях «Serre Chevalier-90» у  Франції Салават Рахметов переміг у трудності у звичайних гумових калошах, що тоді широко використовувалися у Радянському Союзі у якості скелелазного взуття. В той же час у зарубіжних країнах давно зʼявилося спеціальне взуття — скельники. Але маленька хитрість у чемпіона все ж була. Як сказав Салават: «… вони не знали, що на підошви калош я іспанську гуму наклеїв». Вся справа звичайно ж не в закордонній гумі, а у величезній працездатності, цілеспрямованості, умінні розгадати трасу і мислити на маршруті, мобілізувати увесь потенціал цього майстра скелелазіння.